# 데이토나 USA 2001
《데이토나 USA 2001》(Daytona USA 2001)은 2001년 3월 14일에 데이토나 USA가 세가 드림캐스트 플랫폼으로 전면 개정되어 발매된 세가의 리메이크 게임이다. 이 버전(오스트레일리아, 유럽, 일본은 '데이토나 USA 2001', 미국은 '데이토나 USA')은 오리지널판과 챔피언십 서킷 에디션에 등장했던 모든 코스를 수록했다. 새로 추가된 코스로는 'Rin Rin Rink', 'Circuit Pixie', 'Mermaid Lake'가 있다. 모든 코스는 일반 모드, 역주행 모드, 미러 모드, 또는 역주행-미러 모드로 따로 즐길 수 있다.
게임의 그래픽은 이전 시리즈에 비해 대폭 향상되었다.그래픽이 데이토나 모든 시리즈중 가장 좋으며(xbox,ps3에도 이식이 됐지만, 업소용 아케이드버전수준의 그래픽정도이다.)데이토나 시리즈의 마지막 작품이다(ps3,xbox는 그냥 이식). 온라인으로도 플레이할 수 있었는데, 4명까지 대전이 가능했고 신기록과 고스트 카 정보 등을 업로드/다운로드할 수 있었다(다만 온라인 옵션은 모뎀을 기본 지원하지 않는 PAL 버전에서는 삭제되었다). 다른 추가 요소로는 챔피언십 모드가 있었는데, 여기서는 플레이어가 데이토나 컵 우승을 하기 위해서 일정 랭킹 이상 성적을 올려야 한다.
드림캐스트 버전은 조작감각이 좋지 않아서 혹평을 받았다.(개발사는 세가 계열 외의 회사임) 아날로그 스틱의 초기 설정은 극도로 민감하였으나 옵션 스크린에서 조정할 수 있었다(일본 버전은 없었던 기능). 그러나 레이싱 휠을 사용하더라도 오리지널 데이토나 버전만큼의 조작 감각을 맛볼 수가 없었다. 아케이드 버전과도 조작 감각 / 핸들링이 달랐다. 이 버전이 아날로그 컨트롤러로 즐기도록 만들어졌지만 그럼으로 말미암아 드림캐스트의 조이패드로는 새턴판처럼 손쉬운 플레이를 할 수 없었다.

## 평가
| 평가 |        |
| --- | ------ |
| 통합 점수 통합사 점수 메타크리틱 86/100 [ 1 ] 평론 점수 평론사 점수 올게임 [ 2 ] 에지 8/10 [ 3 ] EGM 9/10 [ 4 ] 유로게이머 7/10 [ 5 ] 패미츠 34/40 [ 6 ] 게임 인포머 7/10 [ 7 ] 게임 레볼루션 B− [ 8 ] 게임프로 [ 9 ] 게임스팟 8.6/10 [ 10 ] 게임스파이 7.5/10 [ 11 ] IGN 9.3/10 [ 12 ] Maxim 8/10 [ 13 ] |        |
| 통합 점수 |        |
| 통합사 | 점수   |
| 메타크리틱 | 86/100 |
| 평론 점수 |        |
| 평론사 | 점수   |
| 올게임 | [ 2 ]  |
| 에지 | 8/10   |
| EGM | 9/10   |
| 유로게이머 | 7/10   |
| 패미츠 | 34/40  |
| 게임 인포머 | 7/10   |
| 게임 레볼루션 | B−     |
| 게임프로 | [ 9 ]  |
| 게임스팟 | 8.6/10 |
| 게임스파이 | 7.5/10 |
| IGN | 9.3/10 |
| Maxim | 8/10   |